# Koppom
Koppom är en tätort i Eda kommun. Koppom, beläget i Järnskogs socken, är den tredje största tätorten i kommunen efter Charlottenberg och Åmotfors. Tätorten är belägen 30 km från Arvika och 15 km från den norska gränsen.

## Etymologi
Namnet Koppom härstammar från Koppem. Kopp och em betyder höjd respektive hem.

## Befolkningsutveckling
| Befolkningsutvecklingen i Koppom 1960–2020 | Befolkningsutvecklingen i Koppom 1960–2020 | Befolkningsutvecklingen i Koppom 1960–2020 | Befolkningsutvecklingen i Koppom 1960–2020 | Befolkningsutvecklingen i Koppom 1960–2020 |
| --- | ------------------------------------------ | ------------------------------------------ | ------------------------------------------ | ------------------------------------------ |
| |                                            |                                            |                                            |                                            |
| År |                                            |                                            | Folkmängd                                  | Areal (ha)                                 |
| 1960 | 1960                                       |                                            | 731                                        |                                            |
| 1965 | 1965                                       |                                            | 799                                        |                                            |
| 1970 | 1970                                       |                                            | 703                                        |                                            |
| 1975 | 1975                                       |                                            | 691                                        |                                            |
| 1980 | 1980                                       |                                            | 702                                        |                                            |
| 1990 | 1990                                       |                                            | 761                                        | 203                                        |
| 1995 | 1995                                       |                                            | 688                                        | 204                                        |
| 2000 | 2000                                       |                                            | 659                                        | 204                                        |
| 2005 | 2005                                       |                                            | 633                                        | 204                                        |
| 2010 | 2010                                       |                                            | 643                                        | 203                                        |
| 2015 | 2015                                       |                                            | 669                                        | 234                                        |
| 2020 | 2020                                       |                                            | 683                                        | 279                                        |
| Anm.: utökades 2015 söderut med området Järnskog samtidigt som området väster om Kölaälven bröts ut som en egen småort Stora Koppom vilken dock från 2018 åter räknas som en del av tätorten |                                            |                                            |                                            |                                            |

## Samhället
I tätorten finns en pizzeria, en bank, en frisersalong, en bygghandel, en livsmedelsaffär, en bensinstation med kiosk, och ett bibliotek.
Mitt i samhället finns ett rosarium med 220 olika sorters rosor och totalt 360 buskar. 

## Kommunikationer
Fram till 1985 hade Dal-Västra Värmlands järnväg (DVVJ) en station i Koppom. Numera finns endast busskommunikationer.
Länsväg 177 betjänar orten mot Åmotfors/Vännacka. En omnumrerad väg med god standard går mellan Koppom och Sulvik. Denna väg ansluter till länsväg 172 mot Arvika i Sulvik och till länsväg 177 mot Åmotfors/Vännacka. Koppom har främst pendling till Åmotfors och Arvika.

## Utbildning
I Koppom finns en förskola som heter Hagåsen. Det är den första förskolan i Koppom vars lokaler byggts för en förskola. Innan har förskolorna legat i lokaler som inte varit helt anpassade för att bedriva förskoleverksamhet.
Grundskolan Hierneskolan bedriver utbildning från förskoleklass till årskurs nio. Det finns ingen gymnasieskola, utan Årjängs och Arvikas gymnasieskolor är de närmaste.

## Industri
Koppom har haft tillverkningsindustri inom bland annat järn, papper, och värmesitsar. Numera finns en industrilackering med cirka 30 anställda.

## Kultur
Jonas Gardells bokserie Torka aldrig tårar utan handskar utspelar sig bland annat i Koppom, där författarens pappa Bertil Gardell föddes. Den handlar om den homosexuelle Rasmus som lämnar det lilla Koppom för att kasta sig ut i de homosexuellas Stockholm under 1980-talet.
Skolwebbtidningen på Hierneskolan har vunnit lilla journalistpriset två gånger, 2011 och 2012.
I Näved strax utanför Koppom finns skivbolaget och musikstudion Silence.
I en dalgång mitt i samhället finns fyra olika utrotningshotade fårraser.

## Sport
Koppoms IK, oftast förkortat KIK, har fotbolls- och innebandylag. KIK har numera nästan alla sina lag gemensamt med Köla AIK.
Omkring idrottshallen Gillevi finns ett flertal skjutbanor och under idrottshallen finns en tio meters luftgevärsbana. En tennisbana och ett motionsspår finns i anslutning till idrottshallen.

## Kända personer från Koppom
- Solveig Ternström, skådespelare och f.d. centerpartistisk riksdagsledamot
- Mathias Holmgren, sångare
- Annalena Persson, operasångerska
- Bertil Gardell, professor i socialpsykologi
- Per Eklund, rallyförare
- Mona Brorsson, skidskytt
- Riber Hansson. Illustratör, karikatyr- och tidningstecknare,